# Víctor Bermúdez
Víctor Javier Añino Bermúdez, conosciuto calcisticamente come Vitolo (Santa Cruz de Tenerife / Dolo (VE), 9 settembre 1983), è un calciatore spagnolo, centrocampista del Santa Úrsula.

## Statistiche

### Presenze e reti nei club
Statistiche aggiornate al 9 settembre 2018.
| Stagione                | Squadra                 | Campionato              | Campionato | Campionato | Coppe nazionali | Coppe nazionali | Coppe nazionali | Coppe continentali | Coppe continentali | Coppe continentali | Altre coppe | Altre coppe | Altre coppe | Totale | Totale |
| Stagione                | Squadra                 | Comp                    | Pres       | Reti       | Comp            | Pres            | Reti            | Comp               | Pres               | Reti               | Comp        | Pres        | Reti        | Pres   | Reti   |
| ----------------------- | ----------------------- | ----------------------- | ---------- | ---------- | --------------- | --------------- | --------------- | ------------------ | ------------------ | ------------------ | ----------- | ----------- | ----------- | ------ | ------ |
| 2005-2006               | Racing Santander        | PD                      | 33         | 0          | CR              | 1               | 0               | -                  | -                  | -                  | -           | -           | -           | 34     | 0      |
| 2006-2007               | Racing Santander        | PD                      | 33         | 0          | CR              | 1               | 0               | -                  | -                  | -                  | -           | -           | -           | 34     | 0      |
| Totale Racing Santander | Totale Racing Santander | Totale Racing Santander | 66         | 0          |                 | 2               | 0               |                    | -                  | -                  |             | -           | -           | 68     | 0      |
| 2007-2008               | Celta Vigo              | SD                      | 34         | 0          | CR              | 1               | 0               | -                  | -                  | -                  | -           | -           | -           | 35     | 0      |
| 2008-2009               | Arīs Salonicco          | SL                      | 21         | 0          | CG              | 3               | 0               | -                  | -                  | -                  | -           | -           | -           | 24     | 0      |
| 2009-2010               | PAOK                    | SL                      | 21+5       | 1          | CG              | 3               | 0               | UEL                | 2                  | 0                  | -           | -           | -           | 31     | 1      |
| 2010-2011               | PAOK                    | SL                      | 19+6       | 1+1        | CG              | 2               | 0               | UCL+UEL            | 2+8                | 0                  | -           | -           | -           | 37     | 2      |
| Totale PAOK             | Totale PAOK             | Totale PAOK             | 40+11      | 2+1        |                 | 5               | 0               |                    | 12                 | 0                  |             | -           | -           | 68     | 3      |
| 2011-2012               | Panathīnaïkos           | SL                      | 21+4       | 0          | CG              | 2               | 0               | UCL+UEL            | 0+1                | 0                  | -           | -           | -           | 28     | 0      |
| 2012-2013               | Panathīnaïkos           | SL                      | 26         | 4          | CG              | 3               | 0               | UCL+UEL            | 4+6                | 0+1                | -           | -           | -           | 39     | 5      |
| Totale Panathīnaïkos    | Totale Panathīnaïkos    | Totale Panathīnaïkos    | 47+4       | 4          |                 | 5               | 0               |                    | 11                 | 1                  |             | -           | -           | 67     | 5      |
| 2013-2014               | Elazığspor              | SL                      | 11         | 0          | TK              | 4               | 0               | -                  | -                  | -                  | -           | -           | -           | 15     | 0      |
| 2014-2015               | Tenerife                | SD                      | 38         | 5          | CR              | 1               | 0               | -                  | -                  | -                  | -           | -           | -           | 39     | 5      |
| 2015-2016               | Tenerife                | SD                      | 40         | 0          | CR              | 0               | 0               | -                  | -                  | -                  | -           | -           | -           | 40     | 0      |
| 2016-2017               | Tenerife                | SD                      | 40+4       | 0          | CR              | 1               | 0               | -                  | -                  | -                  | -           | -           | -           | 45     | 0      |
| 2017-2018               | Tenerife                | SD                      | 23         | 0          | CR              | 2               | 0               | -                  | -                  | -                  | -           | -           | -           | 25     | 0      |
| Totale Tenerife         | Totale Tenerife         | Totale Tenerife         | 141+4      | 5          |                 | 4               | 0               |                    | -                  | -                  |             | -           | -           | 149    | 5      |
| 2018-2019               | FC Cartagena            | SDB                     | 2          | 0          | CR              | 1               | 0               | -                  | -                  | -                  | -           | -           | -           | 3      | 0      |
| Totale carriera         | Totale carriera         | Totale carriera         | 381        | 12         |                 | 25              | 0               |                    | 23                 | 1                  |             | -           | -           | 429    | 13     |